# التنصيب الثاني لنيكولاس مادورو
التنصيب الثاني لنيكولاس مادورو هو حدث يخص التنصيب الثاني لرئيس فنزويلا نيكولاس مادورو يوم الخميس 10 يناير 2019. وشمل الافتتاح أداء اليمين الدستورية للرئيس لفترة ولاية ثانية، والتي كانت مثيرة للجدل ومختلف عليها من قبل العديد من الشخصيات والمنظمات.

## الانتخابات
في 20 مايو 2018، أجريت انتخابات في جميع أنحاء فنزويلا لانتخاب الرئيس لتولي مهام منصبه في يناير 2019. في الأصل تم تحديد موعد هذه الانتخابات مبدئيًا في ديسمبر 2018، لكن تمت إعادة جدولتها مرتين بواسطة الرئيس مادورو مما حد من قدرة المرشحين الآخرين على الترشح. حيث أعلنت عن ذلك الجمعية التأسيسية للانتخابات، على الرغم من أنها لا تملك السلطة الدستورية للقيام بذلك. تم استبعاد العديد من مرشحي المعارضة الرئيسيين للترشح، مثل إنريكه كابريليس وليوبولدو لوبيز وأنطونيو ليدزما.
كانت نسبة المشاركة الرسمية التي أبلغ عنها المجلس الانتخابي الوطني ٪46.07. فيما قدرت طاولة الوحدة الديمقراطية نسبة المشاركة بنسبة ٪25.8، بناءً على تقديراتها السريعة. رفض مادورو مزاعم التلاعب، وقال إن «المعارضة يجب أن تتركنا وحدنا للحكم».
استند الخلاف حول شرعية التنصيب في المقام الأول على النشاط غير العادي للانتخابات. حيث عبرت عدة منظمات غير حكومية فنزويلية مثل Foro Penal Venezolano و Súmate وVoto Joven والمرصد الانتخابي الفنزويلي وشبكة المواطن الانتخابية عن قلقها لعدة أسباب منها عدم اختصاص الجمعية التأسيسية في إجراء الانتخابات، إعاقة مشاركة السياسيين المعارضين، ضيق الوقت للوظائف الانتخابية القياسية،  فيما أعربت العديد من البلدان في جميع أنحاء العالم مثل الاتحاد الأوروبي وحكومات أمريكا اللاتينية والولايات المتحدة أن الانتخابات غير شرعية.